# Habitatge al carrer Estricadors, 7 (Sant Feliu de Codines)
L'Habitatge al carrer Estricadors, 7 és una obra de Sant Feliu de Codines (Vallès Oriental) inclosa a l'Inventari del Patrimoni Arquitectònic de Catalunya.

## Descripció
Casa unifamiliar entre mitgeres amb coberta a dues vessants i carener paral·lel a la façana. Aquesta és de paredat arrebossat i acabada amb un ràfec imbricat. Consta de planta baixa i pis. El portal d'accés és d'arc pla i llinda d'una sola peça amb inscripció: "SALDO(...) [una creu] VALLCORBA/ 1770". Dues finestres tenen la pedra tallada als costats i llinda d'una sola peça.

## Història
Casa corresponen a la xarxa de noves construccions bastides a partir del segle xviii com a resultat de la forta implantació de la pararia que visqué la vila en tot aquest segle.